# Misty (satélite)
Misty é um projecto de cerca de 9 bilhões de dolares dos Estados Unidos para operar satélites de reconhecimento. Os satélites são de reconhecimento fotográfico e o programa tem sido abordado de forma atípica com debates públicos sobre o seu mérito no orçamento de defesa desde dezembro de 2004.

## Lançamentos
O primeiro satélite (EUA-53 ou 1990-019B , 19600 kg), lançado para o programa foi implantado em 1 de março de 1990 pelo ônibus espacial Atlantis, como parte da missão STS-36. O segundo satélite (EUA-144 ou 1999-028A ) foi lançado em 22 de maio de 1999, e em 2004 o lançamento de um terceiro satélite estava previsto para 2009.

## Características
Misty foi desenvolvido com tecnologias óticas e radar stealth, tornando difícil para os adversários, sua detecção.

## Crítica
Porter Goss, um ex- congressista e ex-diretor da CIA, e George Tenet, antigo director da CIA, têm interesse em sua manutenção, ambos apoiados pelos seus sucessores, apesar de várias tentativas pelos senadores Dianne Feinstein e John D. Rockefeller IV para encerrar o programa.